# Prințesa Margareta de Saxonia
Prințesa Margaretha Karoline Friederike Cecilie Auguste Amalie Josephine Elisabeth Maria Johanna de Saxonia, Ducesă de Saxonia (24 mai 1840 - 15 septembrie 1858) a fost al optulea copil și a cincea fiică a regelui Ioan al Saxoniei și a soției lui, Prințesa Amalie Auguste de Bavaria. A fost sora mai mică a regilor Albert al Saxoniei și George al Saxoniei. Prin căsătoria cu Arhiducele Charles Louis al Austriei, Margareta a devenit membră a Casei de Habsburg-Lorena, arhiducesă de Austria, prințesă a Ungariei, Croației, Boemiei și Toscanei.